# Jakub Rothfeld
Jakub Rothfeld-Rostowski (ur. 4 lutego 1884 w Bukaczowcach, zm. 5 lipca 1971 w Londynie) – polski lekarz neurolog żydowskiego pochodzenia, profesor tytularny Uniwersytetu Jana Kazimierza we Lwowie, profesor i dziekan (1946-1949) Polskiego Wydziału Lekarskiego Uniwersytetu w Edynburgu, doktor honoris causa prawa Uniwersytetu w Edynburgu (1966). Zajmował się także rzeźbiarstwem.

## Życiorys
Był synem Mojżesza Rotfelda i Lei z domu Broder. Studiował medycynę na Wydziale Lekarskim Uniwersytetu Lwowskiego. Jeszcze podczas studiów i po otrzymaniu stopnia doktora w 1909 roku pracował w zakładzie histologii i anatomii Uniwersytetu Lwowskiego u Władysława Szymonowicza. Następnie związany z kliniką neurologiczną, prowadzoną wówczas przez Henryka Halbana. W 1919 roku habilitował się. W 1928 roku mianowany profesorem tytularnym Wydziału Lekarskiego Uniwersytetu Jana Kazimierza we Lwowie. 
W Wojsku Polskim został awansowany na stopień majora w korpusie oficerów sanitarnych lekarzy ze starszeństwem z dniem 1 czerwca 1919. W latach 20. był oficerem 2 Batalionu Sanitarnego. W latach 30. był w kadrze zapasowej 6 Szpitala Okręgowego we Lwowie. Uczestnik kampanii wrześniowej w 1939. Od 1940 przebywał w Wielkiej Brytanii (w 1940 roku zmienił nazwisko na Rostowski). Od 1949 do 1954 roku praktykował w Edynburgu. Po 1954 roku mieszkał w Londynie. Członek założyciel i prezes (1965/1966) Polskiego Towarzystwa Naukowego na Obczyźnie.
Był autorem około 70 prac naukowych. Wprowadził do neurologii pojęcia gelolepsji i orgazmolepsji, niezależnie od Ottorino Balduzziego opisał objaw, znany jako objaw zginacza Rothfelda-Balduzziego. Był autorem podręcznika neurologii, którego cały nakład został zniszczony podczas działań wojennych w 1939. Udało się uratować arkusze korektorskie książki i po wojnie uzupełnione wydanie miało ukazać się nakładem PZWL. Jednak po wydrukowaniu książki podjęto decyzję o zniszczeniu całego jej nakładu. W niewielkiej liczbie 200 egzemplarzy podręcznik został opublikowany w Krakowie w 1946 przez Koło Medyków Studentów UJ. Rok później podręcznik został wydany w Edynburgu.
Zmarł i został pochowany na tamtejszym Cmentarzu Kensal Green.
Z małżeństwa z Franciszką Raff (1884–1963, lekarz stomatolog) miał syna Romana Rostowskiego (1917–1975). Jego wnukiem jest Jacek Rostowski.

## Wybrane prace
- Über Orgasmolepsie und über sexuelle Erregungen bei narkoleptischen  Schlafzuständen, nebst Bemerkungen zur Narkolepsiefrage[10], 1932
- Contribution à la physio-pathologie du nystagmus de la tête chez l'homme, 1935
- Le Réflexe de flexion et sa signification clinique, 1935
- Podręcznik neurologii. Sekcya Wydawnicza Koła Med. Stud. U. J., 1946
- Podręcznik neurologii. Polski Wydział Lekarski przy Uniwersytecie w Edynburgu, 1947